# Sami Meguetounif
Sami Meguetounif (Marseille, 24 mei 2004) is een Frans autocoureur.

## Carrière

### Karting
Meguetounif begon zijn autosportcarrière in het karting in 2013 in de Regional PACAC, waarin hij tweede werd. In 2015 won hij de Minime-klasse van dit kampioenschap en kwam hij uit in diverse nationale races. Vanaf 2017 nam hij deel aan internationale races. Dat jaar werd hij vijfde in de Karting Academy Trophy en tweede in de Rotax Max Challenge Grand Finals, achter Tijmen van der Helm. Tevens werd hij Frans kampioen karten. In 2018 verbeterde hij zichzelf in de Academy Trophy naar de vierde plaats in de eindstand en nam hij ook voor het eerst deel aan het Europees kartkampioenschap. In 2019 beëindigde hij zijn kartloopbaan met een veertiende plaats in het wereldkampioenschap.

### Formule 4
Eind 2019 maakte Meguetounif zijn debuut in het formuleracing in het Frans Formule 4-kampioenschap als gastcoureur tijdens de seizoensfinale op het Circuit Paul Ricard. Hij eindigde in twee van de drie races in de top 10. Ook reed hij als gastrijder in de seizoensfinale van het Zuidoost-Aziatisch Formule 4-kampioenschap op het Sepang International Circuit, waarin hij drie podiumplaatsen behaalde.
In 2020 reed Meguetounif een volledig seizoen in de Franse Formule 4. Hij kende een moeilijke seizoensstart, maar verbeterde zich snel met een podiumfinish in het tweede raceweekend op het Circuit de Nevers Magny-Cours. Op het Paul Ricard behaalde hij nog een podiumplaats, en in het volgende weekend op het Circuit de Spa-Francorchamps eindigde hij in alle drie de races op het podium. In het daaropvolgende weekend, nogmaals op Paul Ricard, won hij zijn eerste en enige race van het seizoen, en in de rest van het jaar stond hij nog twee keer op het podium. Met 183 punten werd hij, achter Ayumu Iwasa, Ren Sato en Isack Hadjar, vierde in de eindstand.
In 2021 stapte Meguetounif over naar het ADAC Formule 4-kampioenschap, waarin hij voor R-ace GP reed. Hij eindigde tijdens de races regelmatig in de top 10, maar eindigde nooit hoger dan een zesde plaats, die hij vijf keer behaalde. Met 61 punten werd hij elfde in het eindklassement. Ook reed hij in de eerste twee raceweekenden van het Italiaans Formule 4-kampioenschap, waarin een vijfde plaats op het Misano World Circuit Marco Simoncelli zijn beste race-uitslag was.

### Formule Regional
Eind 2021 debuteerde Meguetounif in het Formula Regional European Championship bij R-ace GP, waarin hij de laatste twee raceweekenden als gastcoureur reed. Een dertiende plaats in de seizoensfinale op het Autodromo Nazionale Monza was zijn beste resultaat.

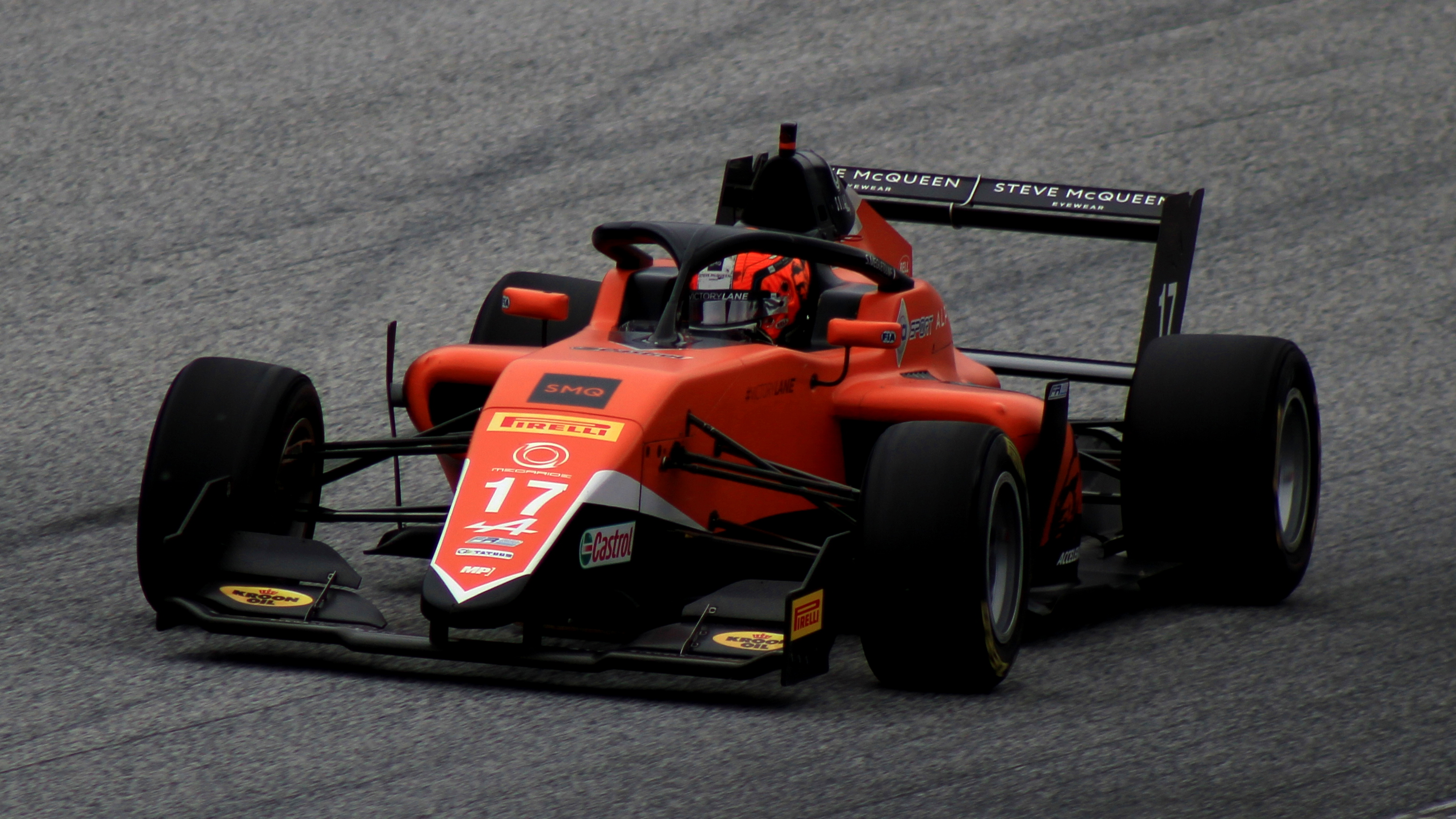
Sami Meguetounif op de Red Bull Ring in 2022.

In 2022 begon Meguetounif het jaar in het laatste raceweekend van het Formula Regional Asian Championship op het Yas Marina Circuit, waarin hij voor Evans GP reed. Hij behaalde zes punten met een zevende plaats in de tweede race, waardoor hij twintigste in de eindstand werd. Vervolgens reed hij een volledig seizoen in het Formula Regional European Championship (FREC) bij MP Motorsport. In de seizoensopener op Monza behaalde hij direct zijn eerste puntenfinish met een negende plaats. In het daaropvolgende weekend op het Autodromo Internazionale Enzo e Dino Ferrari maakte hij in de eerste race een zwaar ongeluk mee, waarin hij kort het bewustzijn verloor. Hij had geen serieuze verwondingen, alhoewel hij de tweede race van het weekend wel moest overslaan. In de rest van het seizoen eindigde hij nog twee keer in de punten, met als hoogtepunt een podiumplaats op Spa-Francorchamps. Met 21 punten werd hij zestiende in het kampioenschap.
In 2023 begon Meguetounif het seizoen in het Formula Regional Middle East Championship, de opvolger van het Aziatische kampioenschap, bij het team Hyderabad Blackbirds by MP. Hij behaalde een overwinning op het Kuwait Motor Town en stond op Yas Marina nog een keer op het podium, waardoor hij met 65 punten tiende in de eindstand werd. Vervolgens keerde hij terug in het FREC bij MP als teamgenoot van Victor Bernier en Dilano van 't Hoff. Al in het tweede weekend op het Circuit de Barcelona-Catalunya stond hij voor het eerst op het podium. Meguetounif en MP sloegen het weekend op het Circuit Mugello over nadat Van 't Hoff op Spa-Francorchamps bij een ongeluk om het leven was gekomen. In de eerstvolgende race op Paul Ricard eindigde Meguetounif op het podium, een prestatie die hij aan zijn overleden teamgenoot opdroeg. Ook op de Red Bull Ring behaalde hij een podiumfinish. Met 75 punten werd hij negende in de eindstand.

### Formule 3
In 2024 debuteerde Meguetounif in het FIA Formule 3-kampioenschap bij Trident. Op Imola behaalde hij zijn eerste overwinning, voordat hij hier in de seizoensfinale op Monza een tweede zege aan toevoegde. Met 84 punten werd hij achtste in het klassement.

### Formule 2
In 2025 maakt Meguetounif de overstap naar de Formule 2, waar hij zijn samenwerking met Trident voortzet.